# Antitiroidni lek
Antitiroidni agens je hormonski antagonist koji deluje na tiroidne hormone.
Najzastupljeniji predstavnici antitiroidnih lekova sa karbimazol (UK), metimazol (SAD), i propiltiouracil/PTU. U manjoj meri je zastupljen kalijum perhlorat.

## Mehaniza dejstva
Mehanizam dejstva nije u potpunosti razjašnjen. Smatra se da antitiroidi inhiraju jodinaciju tirozilnih ostataka tiroglobulina, i da do toga dolazi inhibicijom tiroperoksidazom katalizovanih oksidacionih reakcija, tako što deluju kao supstrati potencijalnog kompleksa peroksidaza-jod. Osim toga propiltiouracil može da redukuje dejodinaciju T4 u T3 u perifernim tkivima.

## Nuspojave
Najopasnija nuspojava je agranulocitoza. To je idiosinkratična reakcija koja nestaje po prestanku upotrebe leka. Do nje dolazi u 0,2 do 0,3% slučajeva pacijenata tretiranih antitiroidnim lekovima. Druge nuspojave su granulocitopenija (koja je zavisna od doze) i aplastična anemija, i za propiltiouracil jako i brzo zatajenje jetre.

## Spoljašnje veze
- Antithyroid+agents на 